# تیم ملی فوتبال اریتره
تیم ملی فوتبال اریتره نماینده کشور اریتره در مسابقات بین‌المللی و آفریقایی است که زیر نظر فدراسیون فوتبال اریتره فعالیت می‌کند.
اولین بازی رسمی این تیم در تاریخ ۲۶ ژوئن ۱۹۹۲ میلادی در برابر تیم ملی فوتبال سودان برگزار شده‌است.